# Type 97 (fuzil de precisão)
O fuzil de precisão Type 97 (九七式狙撃銃, Kyū-nana-shiki sogekijū) é um fuzil de ação por ferrolho japonês, baseado no fuzil Type 38. Seguindo a prática padrão da época, foi adaptado de um fuzil de infantaria existente. A única diferença entre este fuzil e o Type 38 original é que ele tinha uma coronha mais leve, uma mira telescópica 2,5x e uma configuração de banda média para um monopé, embora os modelos posteriores tivessem isso excluído. O fuzil entrou em serviço em 1937. Quando disparado, o leve cartucho 6,5x50mm Arisaka emitia pouco clarão ou fumaça e dificultava a atividade do contra-franco-atirador. A falta de clarão e fumaça vem do comprimento do cano; um cano de 797 milímetros de comprimento permite que o propulsor do cartucho queime totalmente e atinja a combinação ideal de precisão e velocidade do projétil. A mira telescópica foi deslocada para a esquerda, para permitir o carregamento por pente. Como outros fuzis Mauser, ele possui um carregador de 5 cartuchos. O fuzil pode ser carregado com um pente em tira de 5 cartuchos ou com cartuchos únicos.
O Type 97 foi fabricado no Arsenal de Nagoya e no Arsenal de Kokura, sendo a maior parte deles fabricada em Nagoya.

## História de combate
Depois de lutar contra franco-atiradores chineses treinados na Alemanha, o exército japonês decidiu desenvolver franco-atiradores para si. O treinamento em camuflagem, artesanato de campo e outras técnicas semelhantes era comum à infantaria japonesa normal, então os franco-atiradores eram especialmente treinados apenas para atirar e recebiam um fuzil de precisão.
O Type 97 era o fuzil de precisão japonês padrão, um Type 38 Arisaka normal equipado com uma mira telescópica. O Type 97 foi usado frequentemente por franco-atiradores japoneses, muitas vezes escondidos em palmeiras ou, mais comumente, em posições escondidas, com resultados mortais. Como eles foram preparados para o cartucho japonês 6,5x50SR, que praticamente não produzia fumaça ou clarão do cano longo do Type 97, era um fuzil difícil de detectar em distâncias superiores a 150 metros. Tropas experientes dos EUA sabiam que tinham de continuar o seu avanço quando disparadas por franco-atiradores japoneses, a fim de se aproximarem e localizarem o franco-atirador.
Após a Segunda Guerra Mundial, os Type 97 capturados do Exército Imperial Japonês foram convertidos para usar o cartucho 7,62×39mm, já que o Exército de Libertação Popular estava sendo equipado com fuzis AK e SKS desse calibre.
Duas versões do Type 97 convertido consistiam em fuzis com apenas um cano do SKS ou com um cano SKS com tampa frontal e baioneta dobrável.